# Yumiko Hara

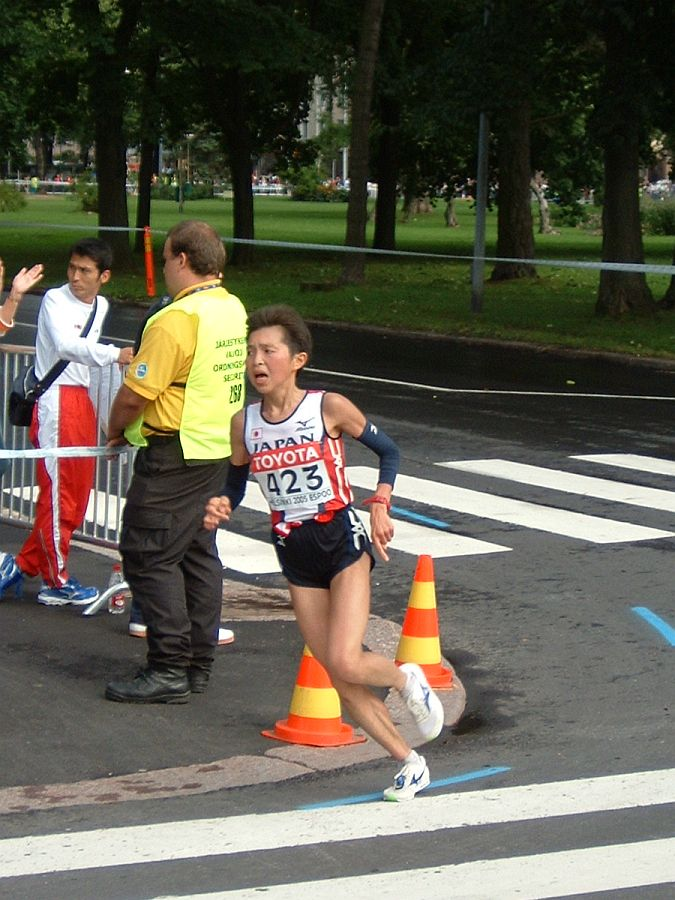
Yumiko Hara bei den Weltmeisterschaften 2005

Yumiko Hara (jap. 原 裕美子, Hara Yumiko; * 9. Januar 1982 in Ashikaga) ist eine ehemalige japanische Langstreckenläuferin, die sich auf den Marathon spezialisiert hat.
Bei den Halbmarathon-Weltmeisterschaften 2003 in Vilamoura kam sie auf den 19. Platz.
2005 siegte sie bei ihrem Debüt über die 42,195-km-Distanz beim Nagoya-Marathon in 2:24:19 h. Damit qualifizierte sie sich für die Weltmeisterschaften in Helsinki, wo sie Sechste in 2:24:20 h wurde.
2007 gewann sie den Osaka Women’s Marathon in 2:23:48 h und belegte bei den Weltmeisterschaften in Osaka den 18. Platz.
2008 wurde sie Vierte beim Nagoya-Marathon und 2009 Dritte in Osaka. 2010 siegte sie beim Hokkaidō-Marathon.
Yumiko Hara ist 1,63 m groß und wiegt 45 kg. Seit 2010 startet sie für das Team Universal Entertainment, wo sie von Yoshio Koide trainiert, nachdem sie bis 2009 dem Team von Kyocera angehörte.

## Persönliche Bestzeiten
- 5000 m: 15:38,81 min, 7. Juli 2004, Sapporo
- 10.000 m: 31:24,33 min, 24. April 2005, Kōbe
- 10-km-Straßenlauf: 31:59 min, 13. Februar 2005, Karatsu
- Halbmarathon: 1:09:28 h, 6. Januar 2002, Miyazaki
- Marathon: 2:23:48 h, 28. Januar 2007, Osaka